# Waluya (Kutawaluya)
Waluya is een bestuurslaag in het regentschap Karawang van de provincie West-Java, Indonesië. Waluya telt 3280 inwoners (volkstelling 2010).